# Aramides mangle
La cotara de pecho rojo o cotara de manglar (Aramides mangle) es una especie de ave de la familia Rallidae. Es endémica de Brasil. Su hábitat natural son los montanos húmedos tropicales o subtropicales. 